# Villanueva de los Nabos
Villanueva de los Nabos es una localidad y también una pedanía perteneciente al municipio de Villaturde, en la provincia de Palencia, comunidad autónoma de Castilla y León, España.

## Demografía
Evolución de la población en el siglo XXI
| Gráfica de evolución demográfica de Villanueva de los Nabos entre 2000 y 2020 |
|                                                                               |
| Población de derecho (2000-2020) según el padrón municipal del INE            |

## Historia
En 1208, Muño Díaz de Robladillo hace una donación al Hospital de San Zoilo de Carrión, de una heredad en Villanueva de los Nabos.
369 J. A. PÉREZ CELADA, San Zoilo, núm. 76.
A la caída del Antiguo Régimen la localidad se constituye en municipio constitucional y que en el censo de 1842 contaba con 7 hogares y 36 vecinos, para posteriormente integrarse en Villaturde.